# Darja Chamuzjanskaja
Darja Chamuzjanskaja (belarussisch Дар'я Хамуцянская, eng: Daria Khomutsianskaya; * 15. Februar 2004) ist eine belarussische Tennisspielerin.

## Karriere
Chamuzjanskaja spielt vorrangig auf der ITF Women’s World Tennis Tour, wo sie bislang einen Titel im Einzel und sechs im Doppel gewann.

## Turniersiege

### Einzel
| Nr. | Datum             | Turnier  | Kategorie | Belag     | Finalgegnerin | Ergebnis         |
| --- | ----------------- | -------- | --------- | --------- | ------------- | ---------------- |
| 1.  | 24. Dezember 2023 | Monastir | ITF W15   | Hartplatz | Wang Jiaqi    | 6:0, 4:2 Aufgabe |

### Doppel
| Nr. | Datum           | Turnier             | Kategorie | Belag     | Partnerin            | Finalgegnerinnen                      | Ergebnis         |
| --- | --------------- | ------------------- | --------- | --------- | -------------------- | ------------------------------------- | ---------------- |
| 1.  | 3. Februar 2024 | Scharm asch-Schaich | ITF W35   | Hartplatz | Ewjalina Laskewitsch | Linda Klimovičová Isabella Schinikowa | 6:4, 6:2         |
| 2.  | 4. August 2024  | Öskemen             | ITF W15   | Hartplatz | Aglaja Fjodorowa     | Back Da-yeon Ayumi Koshiishi          | 7:64, 6:2        |
| 3.  | 1. Februar 2025 | Scharm asch-Schaich | ITF W15   | Hartplatz | Warwara Panschina    | Joy de Zeeuw Britt du Pree            | 7:5, 6:4         |
| 4.  | 8. Februar 2025 | Scharm asch-Schaich | ITF W15   | Hartplatz | Warwara Panschina    | Julija Stamatowa Anja Wildgruber      | 6:2, 7:5         |
| 5.  | 7. Juni 2025    | Taschkent           | ITF W15   | Hartplatz | Darja Selinskaja     | Vaishnavi Adkar Punnin Kovapitukted   | 6:4, 6:4         |
| 6.  | 14. Juni 2025   | Taschkent           | ITF W15   | Hartplatz | Darja Selinskaja     | Punnin Kovapitukted Xenija Laskutowa  | 4:6, 6:1, [11:9] |